# Microtragus bicristatus
Microtragus bicristatus là một loài bọ cánh cứng trong họ Cerambycidae.